# Marcellino Corio
Marcellino Corio (né le 6 septembre 1664 à Milan, dans l'actuelle région Lombardie, alors capitale du duché de Milan, et mort le 20 février 1742 à Rome) est un cardinal italien du XVIIIe siècle. 

## Biographie
Marcellino Corio exerce des fonctions au sein de la Curie romaine, notamment en tant que gouverneur de Rome et vice-camerlingue de la Sainte Église romaine. Le pape Clément XII le crée cardinal-diacre lors du consistoire du 15 juillet 1739. Corio participe au conclave de 1740 lors duquel Benoît XIV est élu.

### Sources
- Fiche du cardinal sur le site fiu.edu